# Eliana Alves Cruz
Eliana Alves dos Santos Cruz (Rio de Janeiro, 1966) é uma jornalista e escritora brasileira.

## Biografia
Eliana nasceu na cidade do Rio de Janeiro, em 1966. Graduou-se em Comunicação Social pela Faculdade da Cidade em 1989. Fez pós-graduação em Comunicação Empresarial na Universidade Cândido Mendes. Trabalhou como gerente de imprensa da Confederação Brasileira de Desportos Aquáticos e cobriu 15 campeonatos mundiais, seis Jogos Pan-Americanos e seis Jogos Olímpicos.
Estreou na literatura com o romance Água de Barrela, baseado na trajetória da sua família desde o século XIX, na África. Foi a vencedora da primeira edição do Prêmio Literário Oliveira Silveira, oferecido pela Fundação Cultural Palmares em 2015.
Publicou textos nas coletâneas Cadernos Negros (Quilombhoje); Perdidas: Histórias para Crianças que Não Tem Vez (Imã Editorial).
Publica no site The Intercept, abordando temas relacionados ao racismo e à escravidão.
Alves Cruz possui ascendência beninense, nigeriana, marfinensa, serra-leonina, ugandensa, gambiana e norte-africana.

## Publicações

### Obra individual
- Água de Barrela. Fundação Cultural Palmares, 2016. 2. ed. Rio de Janeiro: Malê Editora, 2018. (romance).
- O Crime do Cais do Valongo. Editora Malê, 2018. (romance).
- Nada Digo de Ti, Que Em Ti Não Veja.  Pallas Editora, 2020. (romance).
- Solitária. Companhia de Letras, 2022 (romance)

### Antologias
- Cadernos Negros 39. Organização de Esmeralda Ribeiro e Márcio Barbosa. São Paulo: Quilombhoje, 2016. (poemas).
- Cadernos Negros 40. Organização de Esmeralda Ribeiro e Márcio Barbosa. São Paulo: Quilombhoje, 2017. (contos).
- Novos poetas. Prêmio Sarau Brasil 2017.
- Ciclo Contínuo Editorial. São Paulo: Ciclo Contínuo, 2018. (contos).
- A Vestida. Editora Malê, 2022. (contos).[9]

- Prêmio Jabuti 2022[10]
- Prêmio Sarau Brasil 2017